# 미디어 그룹

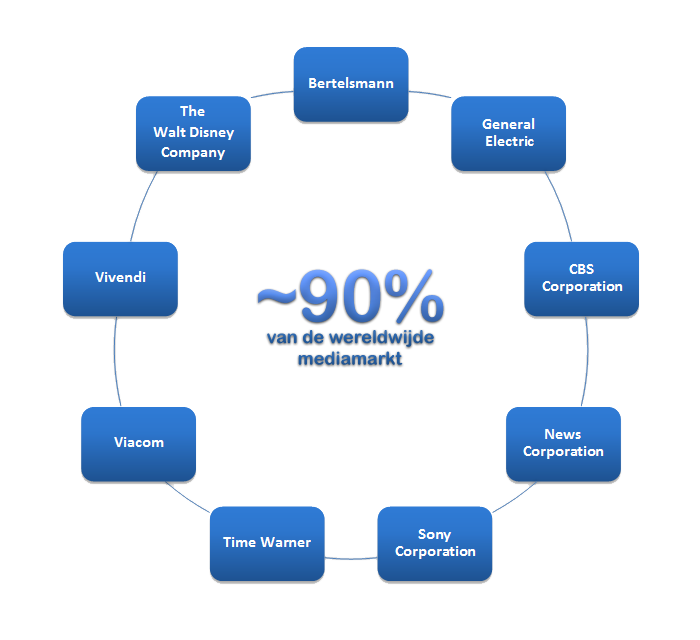

미디어 그룹(Media group)은 복합기업의 한 유형으로 텔레비전, 신문, 라디오, 출판, 영화산업, 인터넷, 통신, 오락 등의 분야를 통합 운영하는 회사를 말한다.
초기 미디어 그룹들은 시대의 흐름이 빠르게 진보하면서 미디어의 그 질적 양적인 팽창은 갈수록 증대되기 시작하였다.
이런 흐름 가운데 많은 미디어들이 세계화의 추세와 정보산업의 발전에 융합해 상호간의 M&A를 통한 거대 미디어를 출현 시켰고 이런 추세는 거대 미디어가 기업의 형태로 세계의 미디어를 통합 연결시키는 초국적 미디어를 양산하게 되었다.

## 개념
복합기업은 표면적으로 연관성이 없는 사업들을 결합하여 운영하는 큰 회사로 정의할 수 있다.  미디어 그룹의 각 영역이 서로 연관성이 있는지에 대해서는 논의가 필요하다.
현재 미디어그룹들은 세계적인 기업들과의 인수와 합병을 통해 그 영역을 키워가고 있는 추세이다. 뉴스와 영화, 출판, 비디오, 음악과 같은 여러 종류의 콘텐츠를 거대한 기업이 통합 소유하게 되면서 미디어 그룹이란 개념이 등장했다.

## 미디어그룹에 대한 비판
미디어 그룹의 등장과 함께 지배적인 미디어 그룹에 의한 정보의 형성과 배포에 대한 문제가 제기되고 있다. 특정 집단의 이익을 대변하는 뉴스가치가 있는 정보의 배포나, 특정 집단의 이익에 반하는 뉴스가치가 있는 정보의 차단 가능성이 그 이유다.
자극적이고 선정적인 정보의 양산도 문제가 될 수 있다. 이윤을 추구하는 기업의 성격을 띠는 미디어 기업은 이윤과 연관된 정보를 선정적이고 오락적인 형태로 배포하여 정보의 진실성을 왜곡하는 도구로써 미디어를 이용할 수 있다.
미디어의 특성 중 사회적 현실에 대한 의미의 형성의 측면에서 볼 때 거대한 미디어 그룹의 영향력은 세계화 시대와 지역화시대에 표준을 형성하는 기준에도 영향을 줄 수 있다. 또한 거대미디어그룹의 영향은 문화적인 것을 넘어 정치적인 여론을 형성하는 데어도 지대하기에 비판의 대상이 되고 있다.
이에 대응하여 거대미디어 그룹과 그들의 지지 세력은 사업과 정보의 생산의 부분에 있어서 엄격한 구분을 지어야 한다. 그리고 미디어 권력을 감시하는 새로운 감시기구의 등장도 필요하다.

## 미디어그룹 목록
- 미국
  - 월트 디즈니 컴퍼니
  - AT&T(워너미디어)
  - 컴캐스트(NBC유니버설)
  - 내셔널 어뮤즈먼트(바이어컴CBS)
  - 넷플릭스
  - 폭스 코퍼레이션
  - 뉴스 코프
  - 허스트 커뮤니케이션
  - 디스커버리
- 일본
  - 소니
- 중국
  - 완다 그룹
  - 상하이 미디어 그룹
- 한국
  - CJ그룹(CJ ENM)
  - 카카오
  - 중앙그룹(JTBC)
- 독일
  - 베텔스만
- 프랑스
  - 비방디
- 이탈리아
  - 미디어셋
- 인도
  - 타임스 그룹

## 같이 보기
- 미디어제국주의
- 국영 방송
- 다국적 기업